# Navigator-Nunatak
Der Navigator-Nunatak ist ein großer Nunatak inmitten des Entstehungsgebiets des Aviator-Gletschers am Rand des Polarplateaus im ostantarktischen Viktorialand.
Die Nordgruppe der New Zealand Geological Survey Antarctic Expedition (1962–1963) benannte ihn so, da er eine gute Landmarke zur Navigation darstellt. Weitere Objekte in der Umgebung wie der Aviator-Gletscher, der Pilot-Gletscher und der Co-Pilot-Gletscher haben einen vergleichbaren Benennungshintergrund.